# Abraxas kansuensis
Abraxas kansuensis är en fjärilsart som beskrevs av Eugen Wehrli 1932. Abraxas kansuensis ingår i släktet Abraxas och familjen mätare. Inga underarter finns listade i Catalogue of Life.